# Crepidotus epibryus
Crepidotus epibryus (лат.) — вид грибов рода крепидот (Crepidotus). Известен также под названием плевроте́ллюс мохово́й (Pleurotellus epibryus).

## Описание
Плодовые тела шляпочные, вначале имеют рудиментарную ножку, затем сидячие, прикрепляются к субстрату боком или верхней частью.
Шляпка диаметром 0,2—2,5 см, в молодом возрасте лопастная, затем становится почковидной, округло-раковиновидной, выпуклая. Край подвёрнутый, рубчатый. Поверхность войлочно-опушённая, белая, не изменяет цвет при высыхании.
Пластинки от широкоприросших до свободных, частые, шириной 1—2 мм, от белые или желтоватые, затем буроватые. Имеются пластиночки.
Мякоть белая, тонкая, без запаха и выраженного вкуса.
Остатки покрывал отсутствуют.
Споровый порошок палёво-охряный. Споры неамилоидные, ацианофильные, от удлинённо-цилиндрических до веретеновидных, размерами 6,5—10,5×2,5—3,5 мкм, гладкие.
Хейлоцистиды бесцветные, цилиндрические часто извилистые, разветвлённые, размерами (20) 30—60×2—7 мкм.
Гифальная система мономитическая, гифы без пряжек тонкостенные, диаметром 2—4 мкм. Тип пилеипеллиса — триходермис, с возрастом переходящий в кутис, образован извилистыми гифами.
Трама пластинок субрегулярная.
Базидии четырёхспоровые, булавовидно-цилиндрические, размерами 15—25×2—7 мкм, без пряжки в основании, имеют центральную перетяжку.

## Экология
Сапротроф на мелких остатках древесины, побегов мхов, лесной подстилке, отмерших травах, вызывает белую гниль. Известен в Европе, Северной Америке, Южной Америке (Бразилия), встречается на остатках клёна (Acer), тополя (Populus), пихты (Abies), туи (Thuja), ясеня (Fraxinus), сосны (Pinus), злаков (Poaceae) и других растений.